# ルーニー・バルドグジ
- ルーニー・バルジ
- ルーニー・バルタクジ

ルーニー・バルドグジ（Roony Bardghji, 2005年11月15日 - ）は、スウェーデンのサッカー選手。クウェート市出身。ラ・リーガ・FCバルセロナ所属。ポジションはMF。

## クラブ経歴
ローデビーAIFなどのユースチームを渡り歩いた後、2019年にマルメFFのユースアカデミーに入所。15歳の誕生日を迎えた2020年11月15日にFCコペンハーゲンと契約。16歳を迎えた2021年11月にトップチームに昇格。誕生日から1週間後の同月22日のオーフスGF戦で先発で起用されプロデビュー。同月29日のオールボーBK戦では、前半31分に勝ち越しとなるプロ初ゴールを決め、試合も3-1で勝利した。

## 代表経歴
プロデビュー前の2021年からユース世代のスウェーデン代表に招集されている。